# Hiram III
Hiram III  (grec ancien: Eiromos) roi de Tyr de 551 à 533 av J.C. 

## Règne
Après la mort « Merbalus », c'est-à-dire Makarbaal, le roi de « Babylone », Nabonide, envoie son frère Hirom ou Hiran (III) régner à  sa place sur Tyr pour 20 ans.
En 539, Hiram III  doit se soumettre à l'achéménide Cyrus II conquérant de Babylone.

## Sources
- Sabatino Moscati Les Phéniciens Arthème Fayard Paris (1971)  (ISBN 2501003543).
- (en) Josette Elayi An Updated Chronology of the Reigns of Phoenician Kings during the Persian Period (539-333 BCE).